# 2017-es WTCC marokkói nagydíj
A 2017-es WTCC marokkói nagydíj volt a 2017-es túraautó-világbajnokság első fordulója. 2017. április 9-én rendezték meg a Marrakech Street Circuit-en, Marokkóban.

## Időmérő
| Poz.                                    | #  | Versenyző         | Csapat                          | Autó                    | Kat. | 1. rész  | 2. rész  | 3. rész  | Pont |
| --------------------------------------- | -- | ----------------- | ------------------------------- | ----------------------- | ---- | -------- | -------- | -------- | ---- |
| 1                                       | 18 | Tiago Monteiro    | Honda Racing Team JAS           | Honda Civic WTCC        |      | 1:22,462 | 1:21,822 | 1:21,792 | 5    |
| 2                                       | 81 | Nestor Girolami   | Polestar Cyan Racing            | Volvo S60 Polestar TC1  |      | 1:22,704 | 1:22,075 | 1:22,031 | 4    |
| 3                                       | 5  | Michelisz Norbert | Honda Racing Team JAS           | Honda Civic WTCC        |      | 1:22,161 | 1:21,959 | 1:22,097 | 3    |
| 4                                       | 12 | Robert Huff       | ALL-INKL.COM Münnich Motorsport | Citroën C-Elysée WTCC   | WT   | 1:22,601 | 1:22,568 | 1:22,309 | 2    |
| 5                                       | 25 | Mehdi Bennani     | Sébastien Loeb Racing           | Citroën C-Elysée WTCC   | WT   | 1:22,744 | 1:22,536 | 1:22,412 | 1    |
| 6                                       | 10 | Nick Catsburg     | Polestar Cyan Racing            | Volvo S60 Polestar TC1  |      | 1:22,271 | 1:22,692 |          |      |
| 7                                       | 62 | Thed Björk        | Polestar Cyan Racing            | Volvo S60 Polestar TC1  |      | 1:22,720 | 1:22,797 |          |      |
| 8                                       | 3  | Tom Chilton       | Sébastien Loeb Racing           | Citroën C-Elysée WTCC   | WT   | 1:23,176 | 1:22,813 |          |      |
| 9                                       | 86 | Esteben Guerrieri | Campos Racing                   | Chevrolet RML Cruze TC1 | WT   | 1:23,220 | 1:23,228 |          |      |
| 10                                      | 9  | Tom Coronel       | ROAL Motorsport                 | Chevrolet RML Cruze TC1 | WT   | 1:23,628 | 1:23,479 |          |      |
| 11                                      | 99 | Nagy Dániel       | Zengő Motorsport                | Honda Civic WTCC        | WT   | 1:23,799 |          |          |      |
| 12                                      | 27 | John Filippi      | Sébastien Loeb Racing           | Citroën C-Elysée WTCC   | WT   | 1:24,043 |          |          |      |
| Kvalifikációs időlimit (107%): 1:30,952 |    |                   |                                 |                         |      |          |          |          |      |
| 13                                      | 8  | Aurélien Panis[1] | Zengő Motorsport                | Honda Civic WTCC        | WT   |          |          |          |      |
| 14                                      | 34 | Micsigami Rjo[1]  | Honda Racing Team JAS           | Honda Civic WTCC        |      |          |          |          |      |
| 15                                      | 89 | Yann Ehrlacher    | RC Motorsport                   | Lada Vesta WTCC         | WT   |          |          |          |      |

Megjegyzés:
- WT – WTCC Trophy

## MAC 3
| Poz. | Gyártó | Autó                 | Idő      | Különbség | Pont |
| ---- | ------ | -------------------- | -------- | --------- | ---- |
| 1    | Volvo  | Polestar Cyan Racing | 2ː51,926 |           | 12   |
| 2    | Honda  | Honda Civic WTCC     | 2:52,657 | +0,731    | 8    |

## Első futam
| Poz. | #  | Versenyző         | Csapat                          | Autó                    | Kat. | Futott kör | Idő/Kiesés oka | Rajthely | Pont |
| ---- | -- | ----------------- | ------------------------------- | ----------------------- | ---- | ---------- | -------------- | -------- | ---- |
| 1    | 86 | Esteban Guerrieri | Campos Racing                   | Chevrolet RML Cruze TC1 | WT   | 20         | 31ː30,426      | 2        | 25   |
| 2    | 62 | Thed Björk        | Polestar Cyan Racing            | Volvo S60 WTCC          |      | 20         | +0,654         | 4        | 18   |
| 3    | 25 | Mehdi Bennani     | Sébastien Loeb Racing           | Citroën C-Elysée WTCC   | WT   | 20         | +1,289         | 6        | 15   |
| 4    | 10 | Nick Catsburg     | Polestar Cyan Racing            | Volvo S60 WTCC          |      | 20         | +1,921         | 5        | 12   |
| 5    | 5  | Michelisz Norbert | Honda Racing Team JAS           | Honda Civic WTCC        |      | 20         | +2,201         | 8        | 10   |
| 6    | 18 | Tiago Monteiro    | Honda Racing Team JAS           | Honda Civic WTCC        |      | 20         | +2,803         | 10       | 8    |
| 7    | 3  | Tom Chilton       | Sébastien Loeb Racing           | Citroën C-Elysée WTCC   | WT   | 20         | +14,032        | 3        | 6    |
| 8    | 9  | Tom Coronel       | ROAL Motorsport                 | Chevrolet RML Cruze TC1 | WT   | 20         | +20,390        | 1        | 4    |
| 9    | 81 | Néstor Girolami   | Polestar Cyan Racing            | Volvo S60 WTCC          |      | 20         | +20,858        | 9        | 2    |
| 10   | 8  | Aurélien Panis    | Zengő Motorsport                | Honda Civic WTCC        | WT   | 20         | +21,950        | 15       | 1    |
| 11   | 99 | Nagy Dániel       | Zengő Motorsport                | Honda Civic WTCC        | WT   | 17         | +3 kör         | 11       |      |
| Hn   | 27 | John Filippi      | Sébastien Loeb Racing           | Citroën C-Elysée WTCC   | WT   | 5          | +15 kör        | 14       |      |
| Ki   | 12 | Robert Huff       | ALL-INKL.COM Münnich Motorsport | Citroën C-Elysée WTCC   | WT   | 3          | Kormánymű      | 7        |      |
| Ki   | 34 | Micsigami Rjo     | Honda Racing Team JAS           | Honda Civic WTCC        |      | 2          | Ütközés        | 15       |      |
| Ki   | 68 | Yann Ehrlacher    | RC Motorsport                   | Lada Vesta WTCC         | WT   | 0          | Ütközés        | 14       |      |

- WT - WTCC Trophy

## Második futam
| Poz. | #  | Versenyző         | Csapat                          | Autó                    | Kat. | Futott kör | Idő/Kiesés oka | Rajthely | Pont |
| ---- | -- | ----------------- | ------------------------------- | ----------------------- | ---- | ---------- | -------------- | -------- | ---- |
| 1    | 18 | Tiago Monteiro    | Honda Racing Team JAS           | Honda Civic WTCC        |      | 23         | 34:00,997      | 1        | 30   |
| 2    | 18 | Michelisz Norbert | Honda Racing Team JAS           | Honda Civic WTCC        |      | 23         | +0,751         | 3        | 23   |
| 3    | 81 | Néstor Girolami   | Polestar Cyan Racing            | Volvo S60 WTCC          |      | 23         | +2,120         | 2        | 19   |
| 4    | 10 | Nick Catsburg     | Polestar Cyan Racing            | Volvo S60 WTCC          |      | 23         | +3,702         | 5        | 16   |
| 5    | 3  | Tom Chilton       | Sébastien Loeb Racing           | Citroën C-Elysée WTCC   | WT   | 23         | +4,519         | 7        | 13   |
| 6    | 25 | Mehdi Bennani*    | Sébastien Loeb Racing           | Citroën C-Elysée WTCC   | WT   | 23         | +4,847         | 4        | 10   |
| 7    | 62 | Thed Björk        | Polestar Cyan Racing            | Volvo S60 WTCC          |      | 23         | +5,073         | 6        | 7    |
| 8    | 9  | Tom Coronel       | ROAL Motorsport                 | Chevrolet RML Cruze TC1 | WT   | 23         | +6,363         | 9        | 4    |
| 9    | 12 | Robert Huff       | ALL-INKL.COM Münnich Motorsport | Citroën C-Elysée WTCC   | WT   | 23         | +7,658         | 13       | 2    |
| 10   | 34 | Micsigami Rjo     | Honda Racing Team JAS           | Honda Civic WTCC        |      | 23         | +12,197        | 11       | 1    |
| 11   | 27 | John Filippi      | Sébastien Loeb Racing           | Citroën C-Elysée WTCC   | WT   | 23         | +20,402        | 14       |      |
| 12   | 68 | Yann Ehrlacher    | RC Motorsport                   | Lada Vesta WTCC         | WT   | 23         | +22,035        | 15       |      |
| 13   | 11 | Esteban Guerrieri | Campos Racing                   | Chevrolet RML Cruze TC1 | WT   | 23         | +22,308        | 8        |      |
| 14   | 2  | Nagy Dániel       | Zengő Motorsport                | Honda Civic WTCC        | WT   | 23         | +42,880        | 10       |      |
| Ki   | 8  | Aurélien Panis    | Zengő Motorsport                | Honda Civic WTCC        | WT   | 4          | Felfüggesztés  | 12       |      |

- WT - WTCC Trophy
- * Mehdi Bennani két másodperces büntetést kapott, amiért meglökte Nick Catsburgot.

## Külső hivatkozások
- Hivatalos nevezési lista
- Az időmérő eredménye
- A MAC 3 eredménye
- Az 1. futam hivatalos eredménye
- A 2. futam hivatalos eredménye